# Liste von Burgen, Schlössern und Festungen im Département Allier
Die Liste von Burgen, Schlössern und Festungen im Département Allier listet bestehende und abgegangene Anlagen im Département Allier auf. Das Département zählt zur Region Auvergne-Rhône-Alpes in Frankreich.

Wappen des Départements Allier (03)
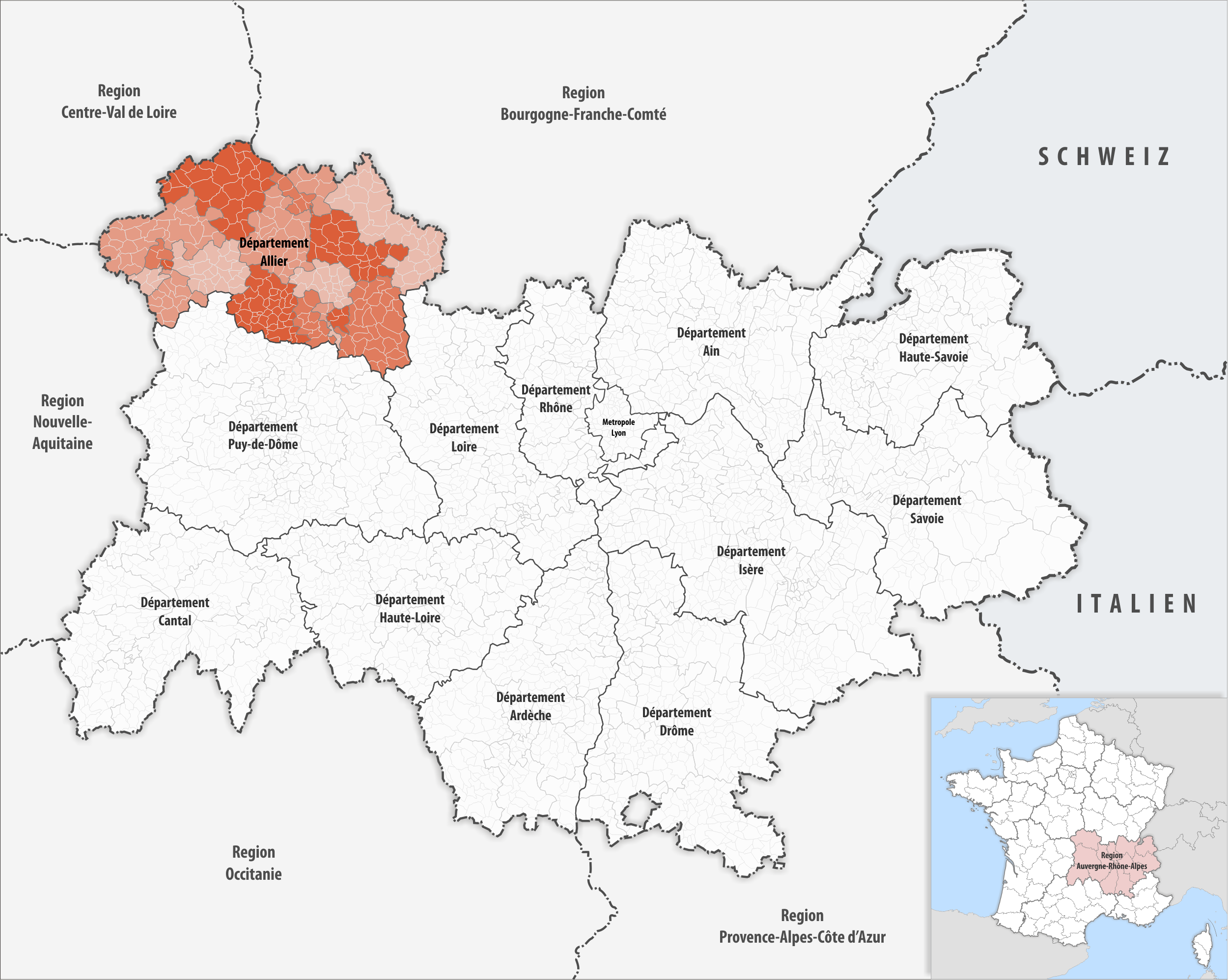
Lage des Départements Allier in der Region Auvergne-Rhône-Alpes
Lage der Region Auvergne-Rhône-Alpes in Frankreich

## Liste
Bestand am 8. Dezember 2022: 170
| Name deu / fra                                                                        | Gemeinde / Lage                                     | Typ (Untertyp)          | Bemerkungen                                                           | Bild |
| ------------------------------------------------------------------------------------- | --------------------------------------------------- | ----------------------- | --------------------------------------------------------------------- | ---- |
| Burg Les Aix Château des Aix                                                          | Meillard 46,3775° N, 3,190278° O                    | Burg                    |                                                                       |      |
| Schloss Les Alliers Château des Alliers                                               | Meaulne-Vitray 46,587381° N, 2,631277° O            | Schloss (Jagdschloss)   |                                                                       |      |
| Burg Artangues Château d'Artangues (Château d'Artanges)                               | Chareil-Cintrat 46,270584° N, 3,224559° O           | Burg                    | Ruine                                                                 |      |
| Schloss L’Augère Château de l'Augère                                                  | Agonges 46,621878° N, 3,164347° O                   | Schloss                 |                                                                       |      |
| Schloss Avrilly Château d'Avrilly                                                     | Trévol 46,639607° N, 3,287976° O                    | Schloss                 |                                                                       |      |
| Schloss Bagnard Château de Bagnard                                                    | Bizeneuille 46,411769° N, 2,747425° O               | Schloss                 |                                                                       |      |
| Schloss Balaine Château de Balaine                                                    | Villeneuve-sur-Allier 46,696999° N, 3,246384° O     | Schloss                 |                                                                       |      |
| Schloss La Barre Château de La Barre                                                  | Château-sur-Allier 46,790638° N, 2,995634° O        | Schloss                 |                                                                       |      |
| Schloss La Baume Château de la Baume                                                  | Le Veurdre 46,753737° N, 3,045664° O                | Schloss                 |                                                                       |      |
| Schloss Beaulon Château de Beaulon                                                    | Beaulon 46,600143° N, 3,670517° O                   | Schloss                 |                                                                       |      |
| Schloss Beauvoir Château de Beauvoir                                                  | Saint-Pourçain-sur-Besbre 46,466515° N, 3,634944° O | Schloss                 |                                                                       |      |
| Schloss Les Bédaures Château des Bédaures                                             | Trévol 46,634984° N, 3,346148° O                    | Schloss                 |                                                                       |      |
| Schloss Béguin Château de Béguin                                                      | Lurcy-Lévis 46,721145° N, 2,921014° O               | Schloss                 |                                                                       |      |
| Burg Bellenaves Château de Bellenaves                                                 | Bellenaves 46,199588° N, 3,07721° O                 | Burg                    |                                                                       |      |
| Schloss Bellevue Château de Bellevue                                                  | Yzeure 46,561743° N, 3,346283° O                    | Schloss                 |                                                                       |      |
| Schloss La Bergerie Château de la Bergerie                                            | Dompierre-sur-Besbre 46,535883° N, 3,695005° O      | Schloss                 |                                                                       |      |
| Schloss Bien-Assis Château de Bien-Assis                                              | Montluçon 46,343456° N, 2,575781° O                 | Schloss                 |                                                                       |      |
| Burg Billy Château de Billy                                                           | Billy 46,236732° N, 3,428673° O                     | Burg                    | Ruine                                                                 |      |
| Schloss Blanzat Château de Blanzat                                                    | Chareil-Cintrat 46,25723° N, 3,207462° O            | Schloss                 |                                                                       |      |
| Schloss Bompré Château de Bompré                                                      | Barberier 46,234972° N, 3,254225° O                 | Schloss                 |                                                                       |      |
| Schloss Le Bost Château du Bost                                                       | Bellerive-sur-Allier 46,11209° N, 3,393963° O       | Schloss                 |                                                                       |      |
| Schloss La Boube Château de la Boube                                                  | Chevagnes 46,625759° N, 3,560945° O                 | Schloss                 |                                                                       |      |
| Schloss Boucherolles Château de Boucherolles                                          | Treban 46,400921° N, 3,181839° O                    | Schloss                 |                                                                       |      |
| Schloss La Boulaize Château de La Boulaize                                            | Montaigu-le-Blin 46,295704° N, 3,509209° O          | Schloss                 |                                                                       |      |
| Burg Bourbon-l’Archambault Château de Bourbon-l'Archambault                           | Bourbon-l’Archambault 46,586758° N, 3,058201° O     | Burg                    | Ruine                                                                 |      |
| Schloss Bressolles Château de Bressolles                                              | Bressolles 46,529557° N, 3,315969° O                | Schloss                 |                                                                       |      |
| Schloss Le Breuil Château du Breuil                                                   | Agonges 46,612066° N, 3,134368° O                   | Schloss                 |                                                                       |      |
| Schloss Les Brosses Château des Brosses                                               | Agonges 46,627429° N, 3,17016° O                    | Schloss                 |                                                                       |      |
| Burg Busset Château de Busset                                                         | Busset 46,062908° N, 3,509979° O                    | Burg                    |                                                                       |      |
| Schloss La Chaise Château de La Chaise                                                | Monétay-sur-Allier 46,373485° N, 3,307044° O        | Schloss                 |                                                                       |      |
| Schloss Le Chambon Château du Chambon                                                 | Saint-Rémy-en-Rollat 46,19783° N, 3,398562° O       | Schloss                 |                                                                       |      |
| Schloss Chambonnet Château de Chambonnet                                              | Dompierre-sur-Besbre 46,496314° N, 3,677922° O      | Schloss                 |                                                                       |      |
| Schloss Champigny Château de Champigny                                                | Haut-Bocage 46,50016° N, 2,630994° O                | Schloss                 |                                                                       |      |
| Burg Chappes Château de Chappes                                                       | Ferrières-sur-Sichon 46,037336° N, 3,6496° O        | Burg                    |                                                                       |      |
| Burg Chareil-Cintrat Château de Chareil-Cintrat (Château du Bas-Chareil)              | Chareil-Cintrat 46,265781° N, 3,224049° O           | Burg                    |                                                                       |      |
| Schloss Charmeil Château de Charmeil                                                  | Charmeil 46,16007° N, 3,396633° O                   | Schloss                 |                                                                       |      |
| Schloss La Charnée Château de La Charnée                                              | Le Veurdre 46,742568° N, 3,058145° O                | Schloss                 |                                                                       |      |
| Schloss Charnes Château de Charnes                                                    | Marigny 46,592716° N, 3,20728° O                    | Schloss                 |                                                                       |      |
| Schloss La Chassaigne Château de la Chassaigne                                        | Chevagnes 46,595158° N, 3,572251° O                 | Schloss                 |                                                                       |      |
| Schloss Chaumejean Château de Chaumejean                                              | Verneuil-en-Bourbonnais 46,34424° N, 3,246396° O    | Schloss                 |                                                                       |      |
| Schloss La Chaussière Château de la Chaussière                                        | Vieure 46,513664° N, 2,888301° O                    | Schloss                 |                                                                       |      |
| Schloss Chazeuil Château de Chazeuil                                                  | Varennes-sur-Allier 46,331882° N, 3,388086° O       | Schloss                 |                                                                       |      |
| Burg Chouvigny Château de Chouvigny                                                   | Chouvigny 46,12488° N, 2,993947° O                  | Burg                    |                                                                       |      |
| Schloss Chouvigny Château de Chouvigny                                                | Givarlais 46,438735° N, 2,64439° O                  | Schloss                 |                                                                       |      |
| Schloss Clusors Château de Clusors                                                    | Saint-Menoux 46,593561° N, 3,156287° O              | Schloss                 |                                                                       |      |
| Schloss La Commanderie Château de la Commanderie                                      | Le Mayet-d’École 46,163686° N, 3,2372° O            | Schloss                 |                                                                       |      |
| Schloss La Condemine Château de la Condemine                                          | Buxières-les-Mines 46,475249° N, 2,969897° O        | Schloss                 |                                                                       |      |
| Burg Cordeboeuf Château de Cordeboeuf                                                 | Paray-sous-Briailles 46,29534° N, 3,375129° O       | Burg                    |                                                                       |      |
| Schloss La Cour Château de la Cour                                                    | Contigny 46,350468° N, 3,298014° O                  | Schloss                 |                                                                       |      |
| Schloss La Cour-en-Chapeau Château de la Cour-en-Chapeau                              | Chapeau 46,488113° N, 3,515455° O                   | Schloss                 |                                                                       |      |
| Schloss La Crête Château de la Crête                                                  | Audes 46,45764° N, 2,539254° O                      | Schloss                 |                                                                       |      |
| Schloss Le Creux Château du Creux                                                     | Vallon-en-Sully 46,550349° N, 2,656506° O           | Schloss                 |                                                                       |      |
| Schloss Demoret Château de Demoret                                                    | Trévol 46,624628° N, 3,322491° O                    | Schloss                 |                                                                       |      |
| Schloss Douzon Château de Douzon                                                      | Étroussat 46,239274° N, 3,229971° O                 | Schloss                 |                                                                       |      |
| Schloss Les Écherolles Château des Écherolles                                         | La Ferté-Hauterive 46,372588° N, 3,330398° O        | Schloss                 |                                                                       |      |
| Schloss Les Ecossais Château des Ecossais                                             | Bresnay 46,45072° N, 3,239735° O                    | Schloss                 |                                                                       |      |
| Schloss L’Épine Château de l'Épine                                                    | Agonges 46,646017° N, 3,15767° O                    | Schloss                 |                                                                       |      |
| Schloss Les Étourneaux Château des Étourneaux                                         | Montluçon 46,346812° N, 2,582243° O                 | Schloss                 |                                                                       |      |
| Schloss La Fauconnière Château de la Fauconnière                                      | Gannat 46,101398° N, 3,154821° O                    | Schloss                 |                                                                       |      |
| Schloss Ferrières Château de Ferrières                                                | Ferrières-sur-Sichon 46,024988° N, 3,645034° O      | Schloss                 |                                                                       |      |
| Schloss La Fin Château de la Fin                                                      | Thiel-sur-Acolin 46,559491° N, 3,565812° O          | Schloss                 |                                                                       |      |
| Schloss Fontariol Château de Fontariol                                                | Le Theil 46,366899° N, 3,115673° O                  | Schloss                 |                                                                       |      |
| Schloss Les Fougis Château des Fougis                                                 | Thionne 46,426655° N, 3,564551° O                   | Schloss                 |                                                                       |      |
| Schloss Fouranges Château de Fouranges                                                | Broût-Vernet 46,167231° N, 3,265286° O              | Schloss                 |                                                                       |      |
| Burg Fourchaud Château de Fourchaud                                                   | Besson 46,453409° N, 3,255891° O                    | Burg                    | Ruine                                                                 |      |
| Schloss Fourilles Château de Fourilles                                                | Fourilles 46,245485° N, 3,196973° O                 | Schloss                 |                                                                       |      |
| Schloss Fretaise Château de Fretaise                                                  | Ronnet 46,187175° N, 2,6847° O                      | Schloss                 |                                                                       |      |
| Schloss Gannat Château de Gannat                                                      | Gannat 46,101528° N, 3,196587° O                    | Schloss                 |                                                                       |      |
| Schloss Les Garennes Château des Garennes                                             | Verneuil-en-Bourbonnais 46,34856° N, 3,26613° O     | Schloss                 |                                                                       |      |
| Schloss Givry Château de Givry                                                        | Bresnay 46,435199° N, 3,261493° O                   | Schloss                 |                                                                       |      |
| Schloss Le Goutay Château du Goutay                                                   | Saint-Menoux 46,589339° N, 3,164002° O              | Schloss                 |                                                                       |      |
| Schloss Gouttières Château de Gouttières                                              | Saint-Genest 46,288966° N, 2,601128° O              | Schloss                 |                                                                       |      |
| Schloss Grand-Champ Château de Grand-Champ                                            | Bizeneuille 46,416089° N, 2,747312° O               | Schloss                 |                                                                       |      |
| Schloss Les Granges Château des Granges                                               | Escurolles 46,129324° N, 3,278119° O                | Burg                    |                                                                       |      |
| Schloss La Grillière Château de la Grillière                                          | Monétay-sur-Allier 46,391545° N, 3,301793° O        | Schloss                 |                                                                       |      |
| Schloss Les Guichardots Château des Guichardots                                       | Saint-Gérand-de-Vaux 46,39125° N, 3,369482° O       | Schloss                 |                                                                       |      |
| Schloss Les Guillaumets Château des Guillaumets                                       | Beaune-d’Allier 46,276559° N, 2,905782° O           | Schloss                 |                                                                       |      |
| Burg Hérisson Château d'Hérisson                                                      | Hérisson 46,509079° N, 2,713022° O                  | Burg                    | Ruine                                                                 |      |
| Palast der Herzöge der Bourbonen Tour de la Mal-Coiffée (Château des ducs de Bourbon) | Moulins 46,566361° N, 3,330917° O                   | Schloss (Herzogspalast) | Ruine, nur der Turm ist erhalten, der zeitweilig als Gefängnis diente |      |
| Schloss Jaligny-sur-Besbre Château de Jaligny-sur-Besbre                              | Jaligny-sur-Besbre 46,378625° N, 3,591655° O        | Schloss                 |                                                                       |      |
| Schloss Jaune Château jaune                                                           | Montluçon 46,339578° N, 2,602991° O                 | Schloss                 | Wurde 1965 abgerissen                                                 |      |
| Schloss Jenzat Château de Jenzat                                                      | Jenzat 46,163912° N, 3,194498° O                    | Schloss                 |                                                                       |      |
| Burg Joulet Château de Joulet                                                         | Yzeure 46,5672° N, 3,34254° O                       | Burg                    |                                                                       |      |
| Schloss Laly Château de Laly                                                          | Le Montet 46,408618° N, 3,049873° O                 | Schloss (Herrenhaus)    |                                                                       |      |
| Burg La Lande Château de la Lande                                                     | Rocles 46,452185° N, 3,056745° O                    | Burg                    |                                                                       |      |
| Schloss La Lande Château de la Lande                                                  | Vallon-en-Sully 46,540437° N, 2,648323° O           | Schloss                 |                                                                       |      |
| Schloss Langlard Château de Langlard                                                  | Mazerier 46,130525° N, 3,192512° O                  | Schloss                 |                                                                       |      |
| Schloss Les Launays Château des Launays                                               | Pierrefitte-sur-Loire 46,507358° N, 3,816229° O     | Schloss                 |                                                                       |      |
| Schloss Lévis Château de Lévis                                                        | Lurcy-Lévis 46,702594° N, 2,921655° O               | Schloss                 |                                                                       |      |
| Schloss Logères Château de Logères                                                    | Châtel-de-Neuvre 46,401452° N, 3,283967° O          | Schloss                 |                                                                       |      |
| Schloss Longbost Château de Longbost                                                  | Archignat 46,383077° N, 2,389686° O                 | Schloss                 |                                                                       |      |
| Schloss Le Lonzat Château du Lonzat                                                   | Jaligny-sur-Besbre 46,367634° N, 3,612936° O        | Schloss                 |                                                                       |      |
| Schloss Le Lonzat Château du Lonzat                                                   | Marcenat 46,246029° N, 3,393737° O                  | Schloss                 |                                                                       |      |
| Schloss Le Grand Luçay Château du Grand Luçay                                         | Agonges 46,611667° N, 3,101209° O                   | Schloss                 |                                                                       |      |
| Schloss Le Petit Luçay Château du Petit Luçay                                         | Agonges 46,610261° N, 3,108888° O                   | Schloss                 |                                                                       |      |
| Schloss Lyonne Château de Lyonne                                                      | Cognat-Lyonne 46,107547° N, 3,276315° O             | Schloss                 |                                                                       |      |
| Schloss La Matray Château de la Matray                                                | Souvigny 46,531075° N, 3,18007° O                   | Schloss                 |                                                                       |      |
| Schloss Mauvaisinière Château de Mauvaisinière                                        | Bizeneuille 46,409303° N, 2,730442° O               | Schloss                 |                                                                       |      |
| Schloss Le Méage Château du Méage                                                     | Rongères 46,288338° N, 3,464965° O                  | Schloss                 |                                                                       |      |
| Schloss Les Melays Château des Melays                                                 | Neuvy 46,575472° N, 3,269556° O                     | Schloss                 |                                                                       |      |
| Schloss Mirebeau Château de Mirebeau                                                  | Trévol 46,624° N, 3,294861° O                       | Burg                    |                                                                       |      |
| Schloss Les Modières Château des Modières                                             | Villebret                                           | Schloss                 |                                                                       |      |
| Burg Montaigu-le-Blin Château de Montaigu-le-Blin                                     | Montaigu-le-Blin                                    | Burg                    | Ruine                                                                 |      |
| Schloss Montbillon Château de Montbillon                                              | Saint-Sornin                                        | Schloss (Herrenhaus)    |                                                                       |      |
| Schloss Montcoquier Château de Montcoquier                                            | Monétay-sur-Allier                                  | Schloss                 |                                                                       |      |
| Schloss Montgarnaud Château de Montgarnaud                                            | Neuvy                                               | Schloss                 |                                                                       |      |
| Schloss Montgeorges Château de Montgeorges                                            | Chavenon                                            | Schloss                 |                                                                       |      |
| Burg Montgilbert Château de Montgilbert                                               | Ferrières-sur-Sichon                                | Burg                    | Ruine                                                                 |      |
| Schloss Montluçon Château des ducs de Bourbon à Montluçon                             | Montluçon                                           | Schloss                 |                                                                       |      |
| Burg La Mothe Château de la Mothe                                                     | Vicq                                                | Burg                    |                                                                       |      |
| Schloss La Motte Château de La Motte                                                  | Louchy-Montfand                                     | Schloss                 |                                                                       |      |
| Schloss La Motte-Mazerier Château de La Motte-Mazerier                                | Mazerier                                            | Schloss (Festes Haus)   |                                                                       |      |
| Turm Le Moulin Neuf Tour du Moulin Neuf (Tour d'Aigrepont)                            | Châtel-de-Neuvre                                    | Burg (Turm)             |                                                                       |      |
| Schloss Nades Château de Nades                                                        | Nades                                               | Schloss                 |                                                                       |      |
| Schloss Naves Château de Naves                                                        | Naves                                               | Schloss                 |                                                                       |      |
| Schloss Neureux Château de Neureux                                                    | Lurcy-Lévis                                         | Schloss                 |                                                                       |      |
| Schloss Neuvy Château de Neuville                                                     | Neuvy                                               | Schloss                 |                                                                       |      |
| Schloss Nomazy Château de Nomazy                                                      | Moulins                                             | Schloss                 |                                                                       |      |
| Schloss Origny Château d'Origny                                                       | Neuvy                                               | Schloss                 |                                                                       |      |
| Burg L’Ours Château de l'Ours                                                         | Sainte-Thérence                                     | Burg                    | Ruine                                                                 |      |
| Schloss La Pacaudière Château de La Pacaudière                                        | Braize                                              | Schloss                 |                                                                       |      |
| Schloss La Palice Château de La Palice                                                | Lapalisse                                           | Schloss                 |                                                                       |      |
| Burg Panloup Château de Panloup                                                       | Yzeure                                              | Burg                    |                                                                       |      |
| Schloss Paray Château de Paray                                                        | Bessay-sur-Allier                                   | Schloss                 |                                                                       |      |
| Schloss Le Pavillon Château du Pavillon                                               | Chevagnes                                           | Schloss                 |                                                                       |      |
| Schloss Percenat Château de Percenat                                                  | Barberier                                           | Schloss                 |                                                                       |      |
| Schloss Petit Bois Château de Petit Bois                                              | Cosne-d’Allier                                      | Schloss                 | Heute ein Hotel-Restaurant                                            |      |
| Schloss Peufeilhoux Château de Peufeilhoux                                            | Vallon-en-Sully                                     | Schloss                 |                                                                       |      |
| Schloss Le Plaix Château du Plaix                                                     | Meaulne-Vitray                                      | Schloss                 |                                                                       |      |
| Schloss Pomay Château de Pomay                                                        | Lusigny                                             | Schloss                 |                                                                       |      |
| Schloss La Pommeraye Château de La Pommeraye                                          | Agonges                                             | Schloss                 |                                                                       |      |
| Schloss Poncenat Château de Poncenat                                                  | Montaigu-le-Blin                                    | Schloss                 |                                                                       |      |
| Schloss Pontcharraud Château de Pontcharraud                                          | Ainay-le-Château                                    | Schloss                 |                                                                       |      |
| Schloss Les Prugnes Château des Prugnes                                               | Vallon-en-Sully                                     | Schloss                 |                                                                       |      |
| Herrenhaus Les Quillets Manoir des Quillets                                           | Trézelles                                           | Schloss (Herrenhaus)    |                                                                       |      |
| Schloss Quinssat Château de Quinssat                                                  | Abrest                                              | Schloss                 |                                                                       |      |
| Schloss Le Riau Château du Riau                                                       | Villeneuve-sur-Allier                               | Schloss                 |                                                                       |      |
| Schloss Rilhat Château de Rilhat                                                      | Cognat-Lyonne                                       | Schloss                 |                                                                       |      |
| Schloss La Rivière Château de La Rivière                                              | Chareil-Cintrat                                     | Schloss                 |                                                                       |      |
| Burg Rochefort Château de Rochefort                                                   | Besson                                              | Burg                    |                                                                       |      |
| Schloss Rochefort Château de Rochefort                                                | Saint-Bonnet-de-Rochefort                           | Burg                    |                                                                       |      |
| Schloss Les Roches Château des Roches                                                 | Aubigny                                             | Schloss                 |                                                                       |      |
| Schloss Les Sacrots Château des Sacrots                                               | Agonges                                             | Schloss                 |                                                                       |      |
| Schloss Saint-Augustin Château de Saint-Augustin                                      | Château-sur-Allier                                  | Schloss                 |                                                                       |      |
| Schloss Saint-Genest Château de Saint-Genest                                          | Saint-Genest                                        | Schloss                 |                                                                       |      |
| Schloss Saint-Hubert Château de Saint-Hubert                                          | Chavenon                                            | Schloss                 |                                                                       |      |
| Schloss Saint-Laurent Château de Saint-Laurent                                        | Châtel-de-Neuvre                                    | Schloss                 |                                                                       |      |
| Schloss Sallebrune Château de Sallebrune                                              | Beaune-d'Allier                                     | Schloss                 |                                                                       |      |
| Schloss Saligny Château de Saligny                                                    | Saligny-sur-Roudon                                  | Schloss                 |                                                                       |      |
| Schloss La Salle Château de la Salle                                                  | Meillers                                            | Schloss                 |                                                                       |      |
| Schloss La Salle Château de la Salle                                                  | Vieure                                              | Burg                    |                                                                       |      |
| Schloss Salles Château de Salles                                                      | Saint-Germain-de-Salles                             | Schloss                 |                                                                       |      |
| Schloss Sceauve Château de Sceauve                                                    | Chavenon                                            | Schloss                 |                                                                       |      |
| Schloss Segange Château de Segange                                                    | Avermes                                             | Schloss                 |                                                                       |      |
| Schloss La Souche Château de la Souche                                                | Doyet                                               | Burg                    |                                                                       |      |
| Burg Thoury Château de Thoury                                                         | Saint-Pourçain-sur-Besbre                           | Burg                    |                                                                       |      |
| Burg La Toque Donjon de la Toque                                                      | Huriel                                              | Burg (Donjon)           |                                                                       |      |
| Schloss Les Torcy Château des Torcy                                                   | Garnat-sur-Engièvre                                 | Schloss                 |                                                                       |      |
| Schloss Toury Château de Toury                                                        | Neuvy                                               | Schloss                 |                                                                       |      |
| Burg Trézelles Château de Trézelles                                                   | Trézelles                                           | Burg                    | Ruine                                                                 |      |
| Schloss La Tuilerie Château de la Tuilerie                                            | Agonges                                             | Schloss                 |                                                                       |      |
| Schloss Vallières Château de Vallières                                                | Neuvy                                               | Schloss                 |                                                                       |      |
| Schloss Vaux Château de Vaux                                                          | Verneuil-en-Bourbonnais                             | Schloss                 |                                                                       |      |
| Schloss Veauce Château de Veauce                                                      | Veauce                                              | Burg                    |                                                                       |      |
| Burg Verneuil-en-Bourbonnais Château de Verneuil-en-Bourbonnais                       | Verneuil-en-Bourbonnais                             | Burg                    |                                                                       |      |
| Schloss Le Vieux-Bost Château du Vieux-Bost                                           | Besson                                              | Schloss                 |                                                                       |      |
| Schloss Le Vieux-Melay Château du Vieux-Melay                                         | Neuvy                                               | Schloss                 |                                                                       |      |
| Schloss Villard Château de Villard                                                    | Trézelles                                           | Schloss                 |                                                                       |      |
| Schloss Villars Château de Villars                                                    | Beaune-d'Allier                                     | Schloss                 |                                                                       |      |
| Schloss Le Vousset Château du Vousset                                                 | Verneuil-en-Bourbonnais                             | Schloss                 |                                                                       |      |